# بیزاکودیل
بیزاکودیل (به انگلیسی: Bisacodyl)(INN) یک ترکیب آلی است که به عنوان یک داروی ملین محرک روده برای درمان موقت یبوست های متوسط تا نسبتا شدید استفاده می شود. بیزاکودیل به طور مستقیم روی روده بزرگ عمل می کند تا حرکت روده را افزایش دهد. این دارو معمولاً برای تسکین یبوست اپیزودیک و مزمن و برای مدیریت اختلال عملکرد روده نوروژنیک و همچنین بخشی از آماده سازی روده قبل از معاینه پزشکی، مانند کولونوسکوپی، تجویز می شود.
رده درمانی: مسهل(ضد یبوست) قوی
اشکال دارویی: قرص، شیاف کودکان(۵م‌.گ) و بزرگسالان(۱۰م‌.گ)
بیزاکودیل نوعی داروی "OTC"(تلفظ:اُتی‌سی)یا بدون نیاز به نسخه‌ پزشک است که برای درمان یبوست(مانند لاکتولوز یا سی لاکس) کاربرد فراوانی دارد. بیزاکودیل یکی از قوی ترین داروهای ضد یبوست است که اغلب از شیاف آن استفاده می شود. این دارو در کبد تصفیه می‌شود و در مدفوع دفع می‌شود. داروی بیزاکودیل از دسته‌ی داروهای گوارشی است و همچنین در گروه ملین‌ها و نرم‌کننده‌ها قرار می‌گیرد. بیزاکودیل دارویی است که با افزایش حرکات روده، تنبلی آن را برطرف می‌کند و باعث تسهیل در دفع مدفوع می‌شود همچنین بر روی خود مدفوع نیز اثر گذاشته و آن را نرم و ملایم می کند. معمولا افرادی که با مصرف مواد مخدر افیونی(مانند متادون) دچار یبوست می شوند از این دارو به وفور استفاده می کنند؛ اگرچه استفاده بی رویه و طولانی مدت بیزاکودیل هم باعث نوعی عادت می شود، باعث اسهال طولانی مدت می گردد و نیز امکان ابتلاء به هموروئید و سرطان رکتوم و سرطان کولون را نیز افزایش می دهد! این دارو اشکال مختلفی دارد و در دوزهای متفاوت ۵ میلی گرم(کودکان-افراد زیر ۱۲ سال) و ۱۰ میلی گرم(بزرگسالان-بالای ۱۲ سال) به فروش می‌رسد. به تازگی موسسه ملی سلامت آمریکا کاربردهای موثری از آن را در درمان انسداد روده، سندرم روده تحریک‌پذیر، کاهش عوارض گوارشی ناشی از هلیکوباکتر پیلوری، سرطان روده بزرگ و سرطان لوزالمعده کشف کرده است. محققان آمریکایی طبق یک متاآنالیز پیشرفته به این نتایج دست یافتند.

## موارد مصرف
بیزاکودیل در یبوستهای مزمن، بواسیر و آماده‌سازی روده برای کولونوسکوپی یا جراحی استفاده می‌شود.

## مکانیسم اثر
بیزاکودیل یک ملین تحریک‌کننده تماسی است که به صورت شیاف مستقیماً بر روی مخاط روده بزرگ اثر گذاشته و حرکات دودی طبیعی در سر تا سر روده بزرگ ایجاد می‌کند. جذب این دارو بسیار ضعیف می‌باشد. بیزاکودیل در تماس با مخاط یا انشعابات تحت مخاطی روده بزرگ، انتهاهای عصبی حسی را تحریک نموده و ایجاد رفلکس‌های پاراسمپاتیک می‌نماید و در نتیجه انقباضات پریستالتیک را افزایش می‌دهد. این دارو همچنین موجب افزایش تجمع آب و املاح در روده بزرگ گشته و باعث افزایش اثر ملین می‌گردد. اثر دارو (حرکات روده) معمولاً ۱۵ دقیقه تا یک ساعت پس از استعمال شیاف بروز می‌نماید.

## عوارض جانبی
تهوع، استفراغ، دردهای شکمی، سوزش مقعد (بدنبال استعمال شیاف)، وابستگی در مصرف طولانی مدت. در شیردهی قابل مصرف است.بعد از گذشت یک ساعت از شروع مصرف قرص بیزاکودیل در بعضی افراد حالت تهوع ایجاد میشود و برای پیشگیری از آن باید با معده خالی این دارو را مصرف کنند تا دچار حالت تهوع نشوند

## موارد منع مصرف
بیزاکودیل در بیماران مبتلا به آپاندیسیت ، کولیت اولسراتیو ، فیسور مقعد و رکتال ، هموروئید زخمی و انسداد روده ای منع مصرف کامل دارد. همچنین این دارو در افرادی دارای مشکلات شدید قلبی و عروقی نیز باید با احتیاط مصرف شود. همچنین لازم به ذکر است که بیزاکودیل در دوران بارداری در رده C قرار دارد لذا میتواند منع مصرف نسبی داشته باشد.